# Pentecostes (Fernão Gomes)
Pentecostes é uma pintura a óleo sobre madeira pintada cerca de 1590 pelo pintor português de origem espanhola do período maneirista Fernão Gomes e que se encontra actualmente no Museu Nacional de Arte Antiga, em Lisboa.
Não se sabe a que local se destinou inicialmente, estimando-se que tenha estado num dos conventos extintos em 1834, antes de fazer parte da colecção da Academia de Belas-Artes de Lisboa, que esteve na origem do MNAA.
Pentecostes representa o episódio canónico cristão do Pentecostes relatado no Novo Testamento  da descida do Espírito Santo sobre os apóstolos - “lhes apareceram umas como línguas de fogo, as quais se distribuíram, para repousar sobre cada um deles” (Atos 2:1–41), línguas de fogo que neste Pentecostes se dirigem às cabeças das figuras vindas de uma pomba que paira no céu. A composição desta obra segue a usual na época sobre o mesmo tema que tem como fonte de inspiração a pintura italiana.
A obra é datada de 1590 por comparação com outros trabalhos que se sabe terem sido encomendados ao Pintor, como o Retábulo da Sé de Portalegre ou a Ascensão de Cristo, no Museu de Arte Sacra do Funchal. Segundo Seabra Carvalho, o Pentecostes do MNAA é muito semelhante ao Pentecostes do Retábulo de Portalegre, com as suas “cores muito vibrantes” e, segundo Joaquim Caetano, com as suas “anatomias exageradas”, particularmente visíveis nas figuras de primeiro plano, S. Tiago e S. Pedro, sendo devido a este exagero que mais tarde o maneirismo será, por assim dizer, “reabilitado” pelo modernismo, porque “tanto um como outro estão pouco interessados no real”.

## Enquadramento
No final da década de 1580, Fernão Gomes aparece ligado a um processo da Inquisição contra Maria da Visitação, a prioresa do Convento da Anunciada, em Lisboa. Maria de Menezes, filha do embaixador de Carlos V,  tomou este nome ao entrar na vida monástica aos dez anos, tendo professado aos 17 e sido nomeada abadessa aos 31, conforme escreveu Camilo Castelo Branco baseado em documentos da época, que a descreveu como uma mulher bonita e que teria 37 anos à data do julgamento. Era então uma freira muito conhecida sendo visitada com frequência por D. Maria, filha do rei D. Manuel.
Soror Maria da Visitação dizia que Jesus lhe aparecia e que, como prova das suas visitas, lhe deixava chagas no corpo (mãos, pés e lado esquerdo do tronco), assim como sinais da coroa de espinhos. Para lá das chagas, que apareciam regularmente no mesmo dia da semana, Maria da Visitação criava com um fogareiro uma luz forte que passava pelas frinchas da porta da sua cela à hora em que dizia conversar com Jesus.
Foi denunciada por duas monjas originárias também da alta fidalguia e que espreitando por um buraco na parede a viram forjar os sinais do suplício. Maria da Visitação foi presente aos juízes da Inquisição, tendo Fernão Gomes, que estava a pintar a Sala do Capítulo no Convento da Anunciada e que acreditava nos “milagres” da monja, sido acusado de ser o seu cúmplice dando-lhe as tintas com que ela fazia as chagas, chagas que desapareceram por completo ao serem lavadas com sabão.
As suspeitas sobre Fernão Gomes dissiparam-se a ponto de, em 1594, ter sido nomeado pintor régio, no tempo de  Filipe II, e Maria da Visitação acabou desterrada em Abrantes. Para Camilo Castelo Branco, o processo contra Maria da Visitação, que apoiava claramente D. António, prior do Crato contra o domínio filipino, foi também um processo político.

## Descrição
A Virgem Maria, que só no final da Idade Média foi posicionada nas pinturas sobre o Pentecostes como personagem central, encontra-se representada no centro da composição tendo do seu lado direito duas outras mulheres. Sendo o foco da cena, a Virgem Maria está virada directamente para o observador rodeada pelos doze Apóstolos, que se encontram, na sua maioria, de perfil.
Os rostos dos outras figuras dirigem-se em geral para o alto, para as línguas de fogo ou mesmo para a zona superior do painel, onde se vê a pomba que figura o Espírito Santo e que surge numa clareira luminosa que se abriu entre as nuvens densas e escuras. Em primeiro plano, na região inferior, observam-se duas figuras, uma sentada, no lado esquerdo, e outra de joelhos e de costas viradas para o espectador no lado oposto.
Em direcção à cabeça de todas as personagens dirigem-se pequenas “línguas de fogo” emanadas pela pomba do Espírito Santo. Todas as figuras aparecem representadas como se vistas a partir de um nível inferior, o que sugere que o pintor pode ter escolhido este tipo de representação pensando na futura colocação da pintura num local elevado.
As figuras de Maria Madalena e S. João Baptista, de ambos os lados da Virgem Maria, são as mais delicadas, como se Fernão Gomes tivesse aplicado mais tempo com elas do que com a figura central da composição.
Aqui e ali a pintura apresenta algumas lacunas e, nalguns pormenores, chega mesmo a parecer inacabada, mas não há dados que permitam afirmá-lo com absoluta certeza.
Quando foi retirada das reservas do MNAA para restauro, a pintura estava coberta com uma película baça, quase opaca. Antes de entrar no MNAA foi sujeita a uma limpeza violenta, provavelmente com soda cáustica, e tinha muitos repintes, bastante oleosos e antigos, que tiveram de ser removidos a bisturi.

## Apreciação
Para Joaquim Caetano, Pentecostes é o contrário da Torre de Babel em que há uma incomunicabilidade entre os homens. Neste caso, o Espírito Santo desce sobre os Apóstolos, que ficam a dominar todas as línguas. É um momento de graça.
Joaquim Caetano lembra que se trata de obra que respeita os ditames do Concílio de Trento (1545-1563), que constituíram a reacção da Igreja Católica à reforma protestante, e que estiveram na base do movimento da Contra-reforma. Foi o Concílio do nada de profano, nada de desonesto. Para este historiador, “Esta é uma pintura feita fora do tempo real, em que há muito de ideológico, muito de artificioso. É uma pintura que serve a contra-reforma. Não há adereços que marquem claramente uma época nem o lugar onde estão as figuras é reconhecível. Há o realismo suficiente para que se perceba que história se está a contar, mas tudo é feito com uma distância que tira estas pessoas da ordem comum...É quando se fartam disto tudo que irrompe o naturalismo brutal de Caravaggio...Quando se fartam desta pintura a que falta emoção, onde parece não haver nada para nos agarrarmos.”
Por sua vez, Seabra Carvalho encontra o artificioso desta pintura no tratamento escultórico da figura da Virgem Maria, elemento central em torno do qual toda a cena se organiza. É um corpo definido de forma contorcionada, como se fosse a chama de uma vela. Não há nele intenção de verosimilhança, o que se pretende é sublinhar um prodígio sobrenatural sobre o conjunto dos eleitos.